# Presó de Kilmainham

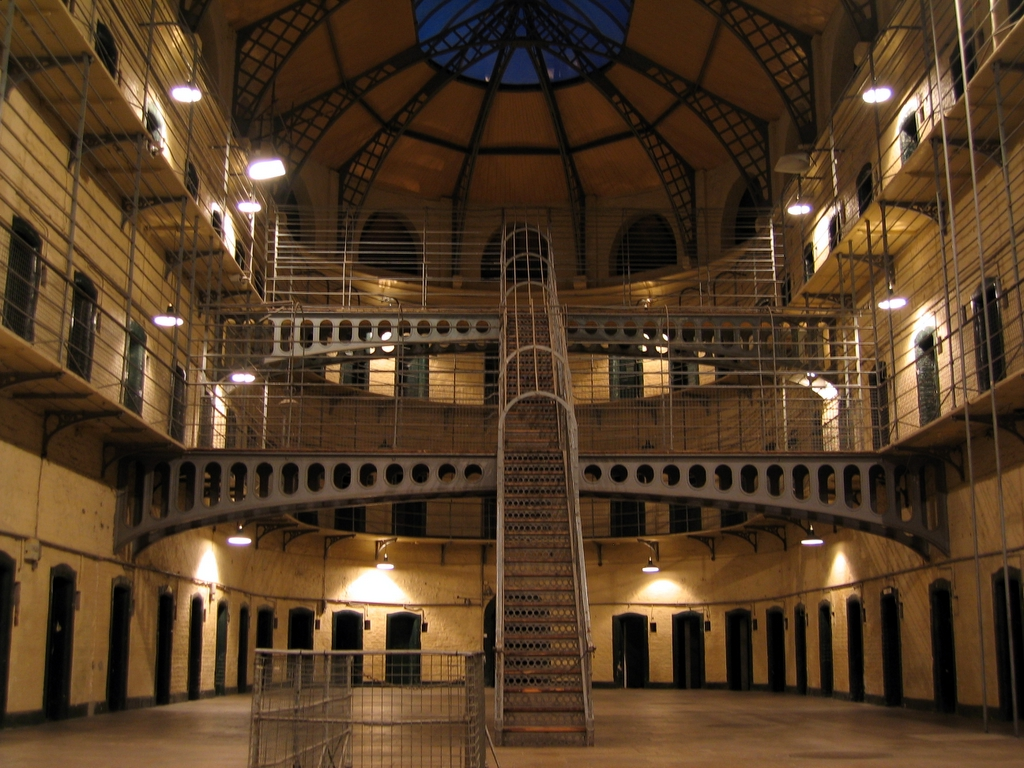
Aquí es va filmar In the Name of the Father

La presó de Kilmainham (anglès: Kilmainham Gaol, gaèlic irlandés: Príosún Chill Mhaighneann) és una antiga presó, ubicada al barri Kilmainham, a Dublín. Actualment és un museu des de mitjans del decenni de 1980.
Kilmainham Gaol ha exercit un paper important en la història irlandesa, ja que molts dirigents de les revoltes irlandeses van ser empresonats, i alguns executats, a la presó. El centre s'ha utilitzat per a la filmació de diverses pel·lícules.
Quan va ser construïda el 1796, Kilmainham Gaol va ser anomenada la "New Gaol" (nova presó) per a distingir-la de l'antiga presó en mal estat que es tenia la intenció de substituir, a pocs centenars de metres del lloc actual. Oficialment era la presó del comtat de Dublín, i va ser dirigida pel Gran Jurat del Comtat de Dublín. Durant 140 anys va servir com una presó. A les seves cel·les s'hi va confinar molts dels activistes més famoses que van participar en la campanya per la independència irlandesa. Els dirigents de l'Aixecament de Pasqua de 1916 van ser executats aquí.
No hi va haver segregació dels reclusos. Van ser reclosos fins a 5 persones en cada cel·la, homes, dones i nens junts, únicament amb un ciri per a la llum i la calor, regnant el fred i la foscor.

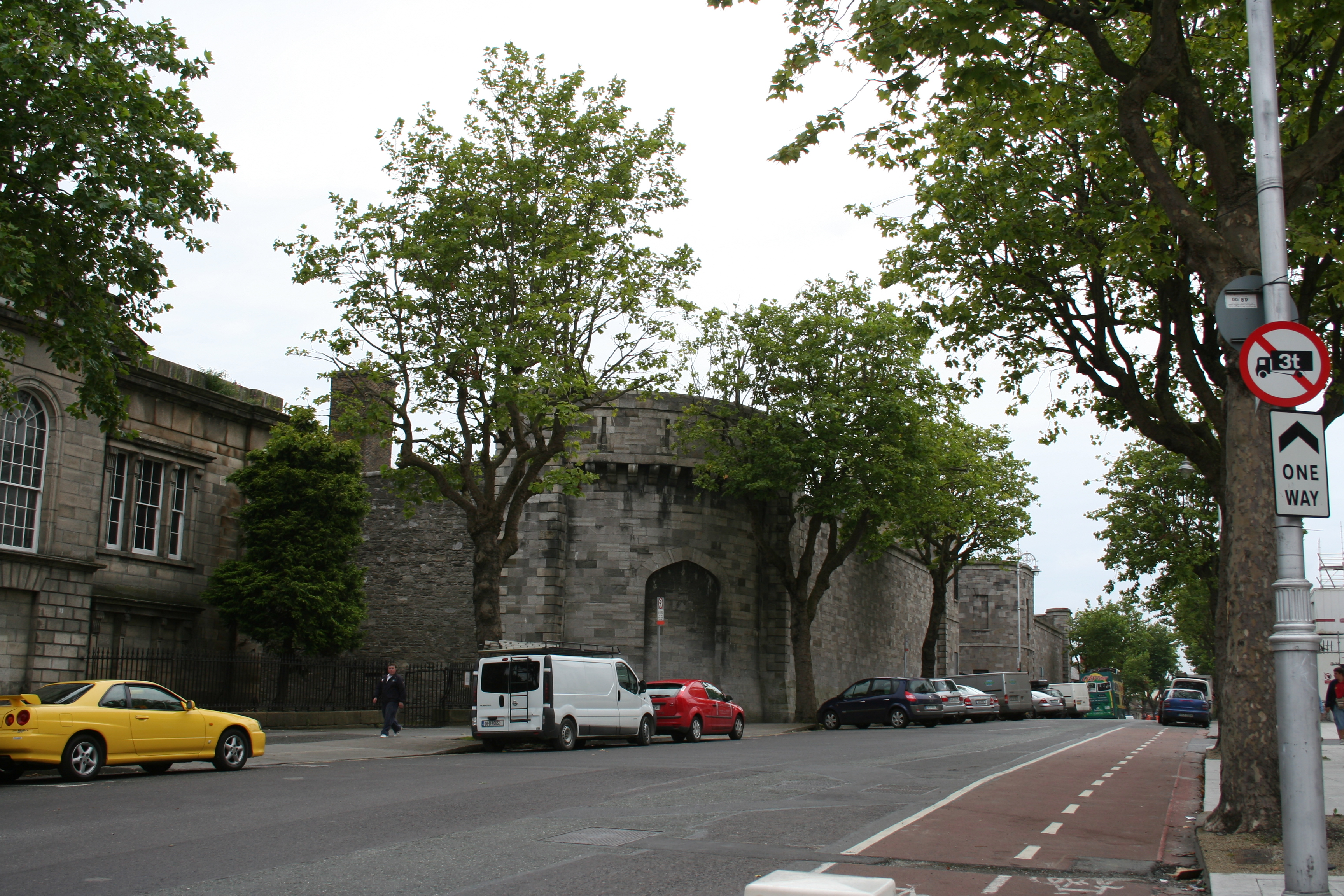
Exterior de la presó

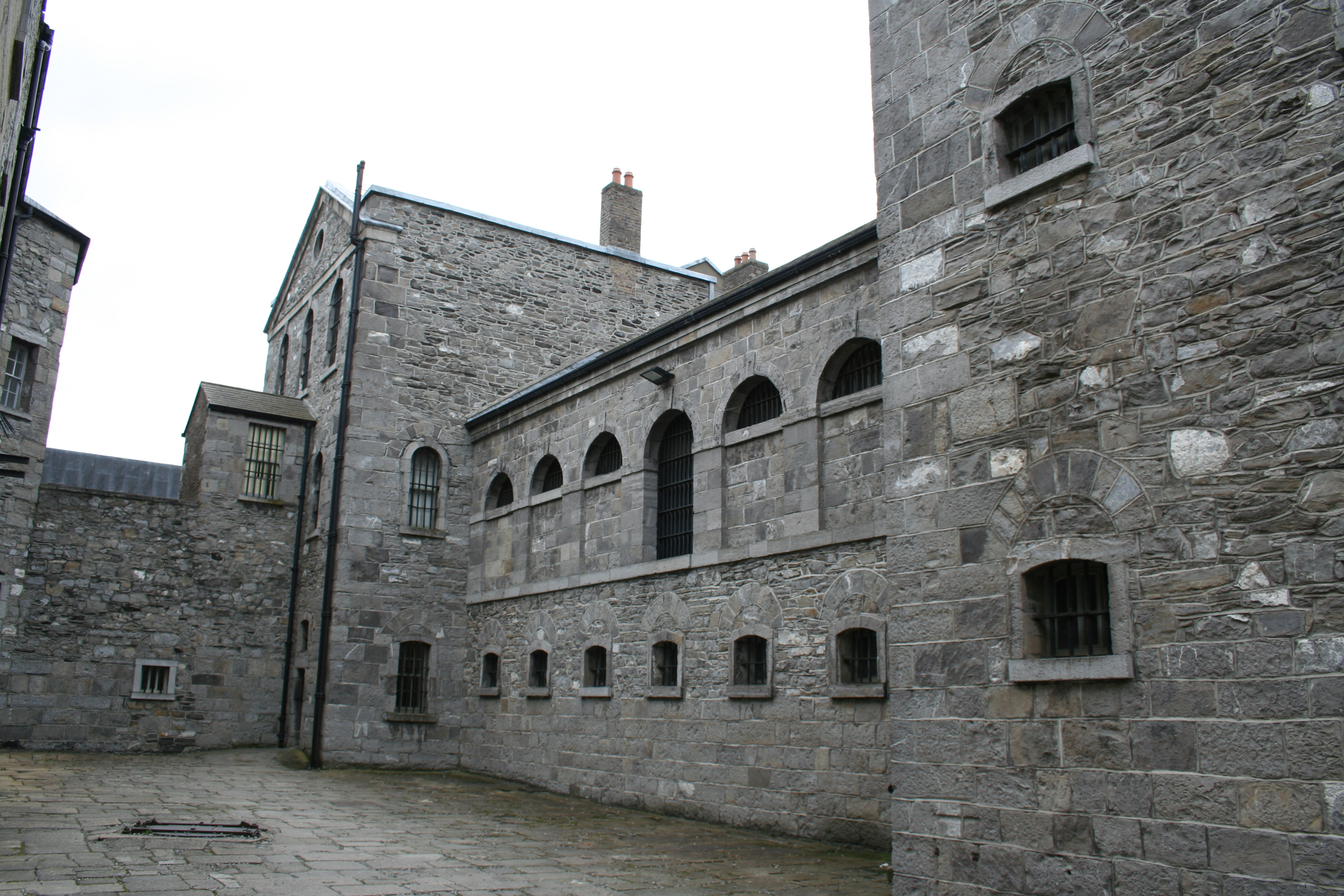
Pati interior

Kilmainham Gaol va ser abandonat com a presó pel govern del nou Estat Lliure Irlandès el 1924. Després d'un llarg temps de restauració, ara arreplega un museu sobre la història del nacionalisme irlandès i ofereix visites guiades de l'edifici. Una galeria d'art en el pis superior exhibeix pintures, escultures i joies dels presos empresonats en les presons de tota la Irlanda contemporània.
Les condicions de les dones preses eren persistentment pitjor que per als homes. Ja en 1809, un informe de l'Inspector observava que els reclusos dormien en llits de ferro, mentre que les dones ho feien a la palla i sales comuns. Mig segle més tard la secció de dones, situada a l'ala oest, continuava superpoblada.
La importància històrica de Kilmainham Gaol es deu als hómens i dones que es reclogueren i moriren aquí pels seus ideals nacionalistes. La història de la presó com una presó, el destí comú de l'home i la dona com a culpable, és una història per dret propi. La seva història dona una visió única de transport i condemnar la Gran fam, dos esdeveniments importants en la història social de la irlanda moderna.
Quan la presó es va construir les penes de mort tenien lloc a la part frontal de la presó.

## Expresos
- Henry Joy McCracken, 1796
- Oliver Bond, 1798
- James Bartolomé Blackwell, 1799
- James nappes Tandy, 1799
- Robert Emmet, 1803
- Anne Devlin, 1803
- Thomas Russell, 1803
- Michael Dwyer, 1803
- William Smith O'Brien, 1848
- Thomas Francis Meagher, 1848
- Jeremiah O'Donovan Rossa de 1867
- John O'Connor Power de 1867
- J. E. Kenny, 1881
- Charles Stewart Parnell, 1881
- William O'Brien, 1881
- James Joseph O'Kelly, 1881
- John Dillon, 1882
- Willie Redmond, 1882
- Joe Brady, (assassinats de Phoenix Park) 1883
- Daniel Curley, (assassinats de Phoenix Park) 1883
- Tim Kelly, (assassinats de Phoenix Park) 1883
- Thomas Caffrey, (assassinats de Phoenix Park) 1883
- Michael Fagan, (assassinats de Phoenix Park) 1883
- Michael Davitt
- Pádraig Pearse, 1916
- Willie Pearse, (germà petit de Pádraig Pearse) 1916
- James Connolly, (Executat, però no es va celebrar a Kilmainham) 1916
- Condesa Markiewicz, 1916
- Éamon de Valera, 1916
- Joseph Plunkett, 1916
- Michael O'Hanrahan, 1916
- Edward Daly, 1916
- Gràcia Gifford, (esposa de Joseph Plunkett) (1922)
- Ernie O'Malley, durant la Guerra Civil
- Peadar O'Donnell, durant la Guerra Civil
- Thomas MacDonagh, 1916

## Cinema
Les següents pel·lícules han estat filmades a Kilmainham Gaol
- The Quare Fellow, 1962
- The Face of Fu Manchu, 1965
- The Italian Job, 1969
- The MacKintosh Man, 1973
- The Whistle Blower, 1987
- In the Name of the Father, 1993
- Michael Collins, 1996
- The 24 Movie, 2002 (starring Kiefer Sutherland)
- The Wind That Shakes The Barley, 2006
- The Escapist, 2008

Un vídeo musical de la cançó d'U2 A Celebration va ser filmat a la presó el 1982.